# متحف ومعبد أسنان بوذا المقدس

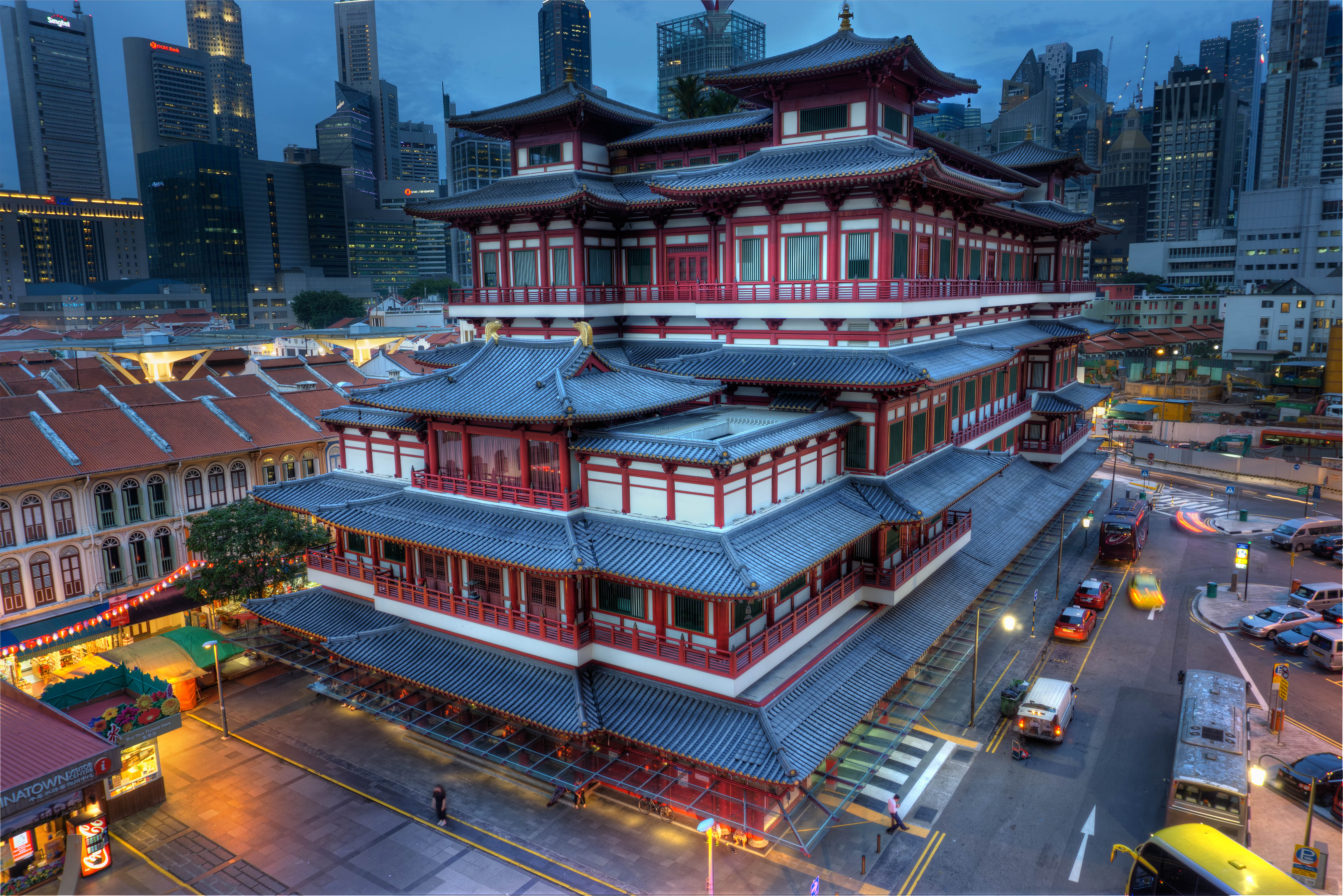
معبد ومتحف الاسنان المقدسة لبوذا

متحف ومعبد أسنان بوذا المقدس هو معبد بوذي ومجمع متاحف يقع في منطقة الحي الصيني في سنغافورة.

## نظرة عامة
اعتمد المعبد على الطراز المعماري خلال سلالة تانغ وتم بناؤه لإيواء بقايا الأسنان لبوذا التاريخي. يقال أن بقايا بوذا التي اكتسب اسمها تم العثور عليها في ستوبا منهارة. حجم السن - قياس 7.5 سم - طويل جدًا أيضًا بالنسبة للأسنان البشرية. يمكن رؤية الآثار من قبل الجمهور في الطابق الرابع من المعبد.
يحتوي الطابق السفلي من المعبد على مسرح وقاعة طعام نباتية تقدم وجبات مجانية، على الرغم من قبول التبرعات.

## معرض صور

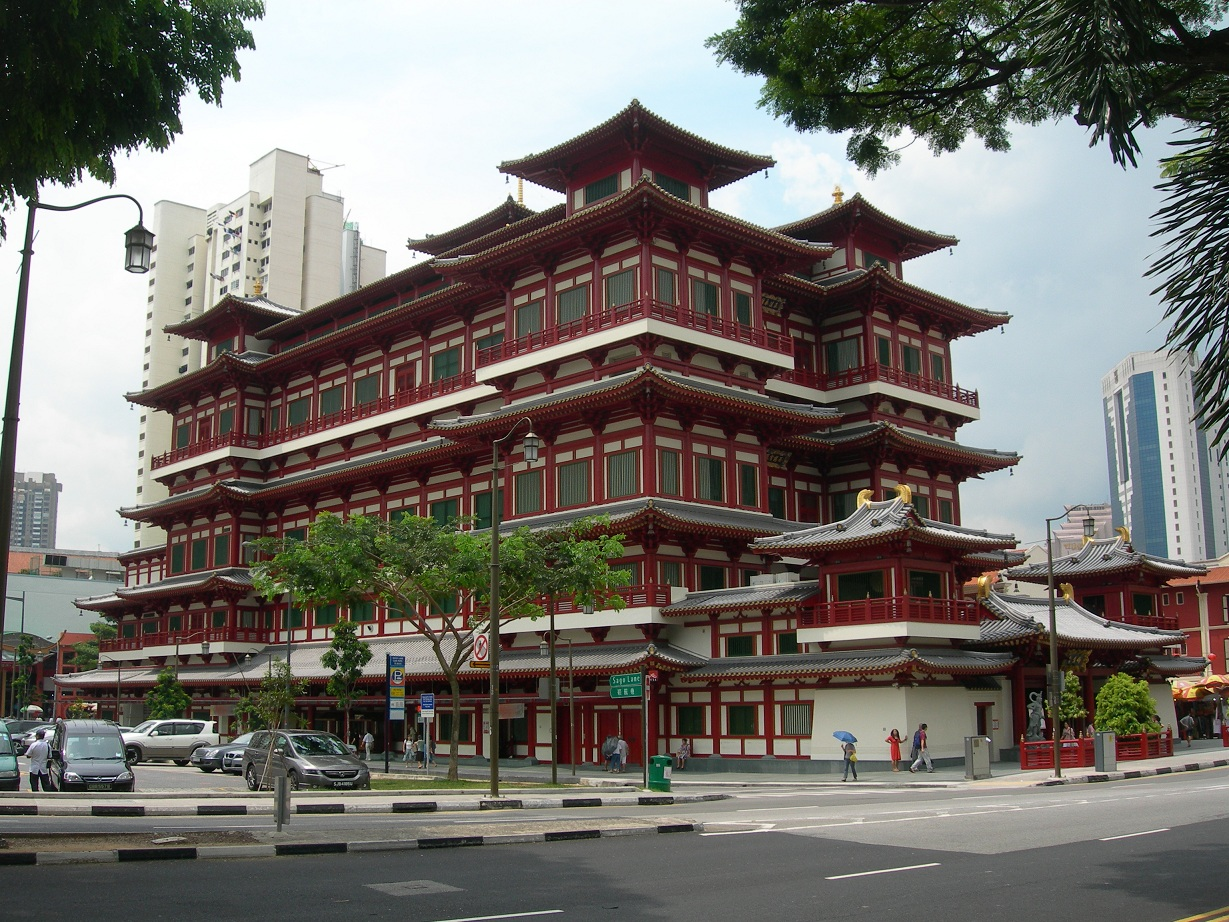
معبد بوذا توث ريليك من طريق الجسر الجنوبي
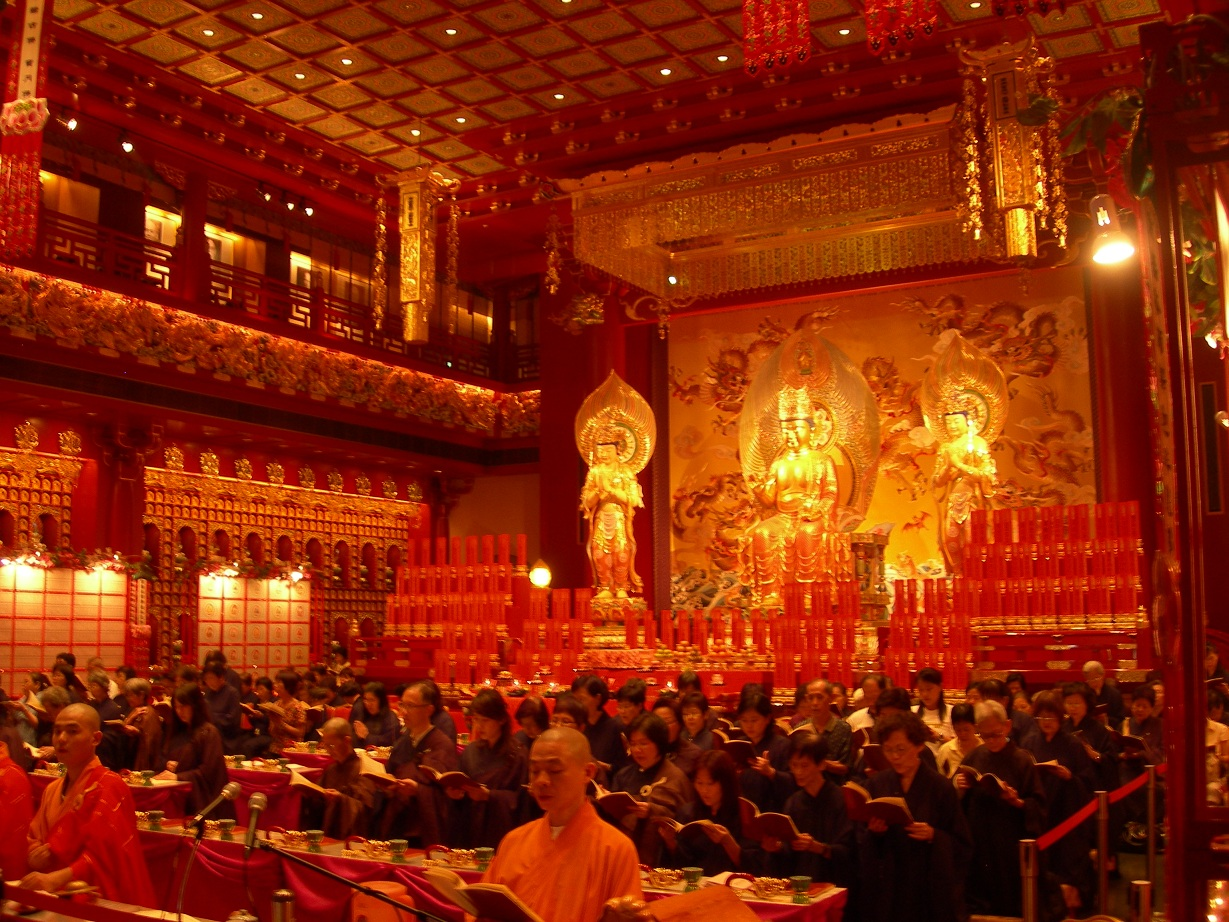
منظر لداخل المعبد ، يظهر بوذا جالس مايتريا يحيط به اثنان من بوديساتفاس
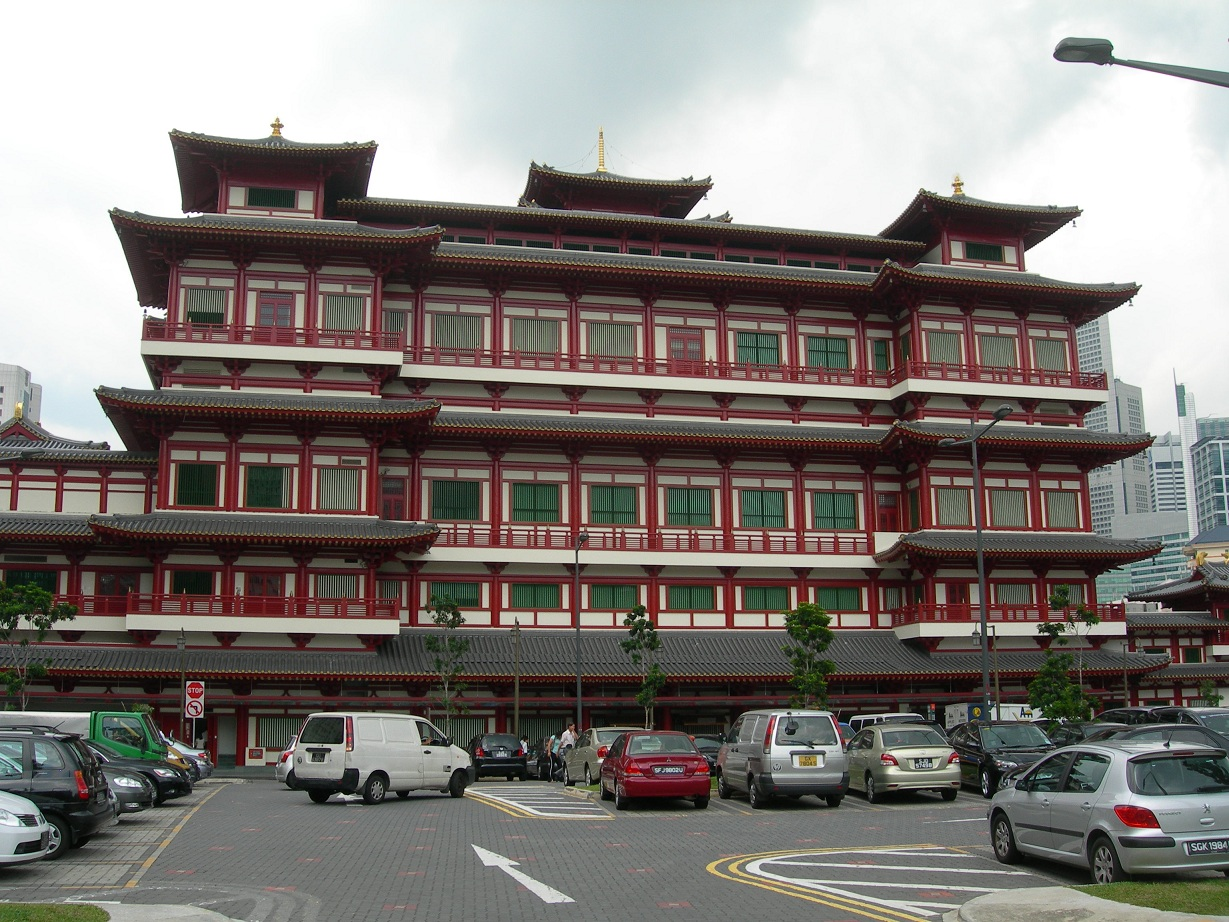
منظر لجانب المعبد من موقف السيارات
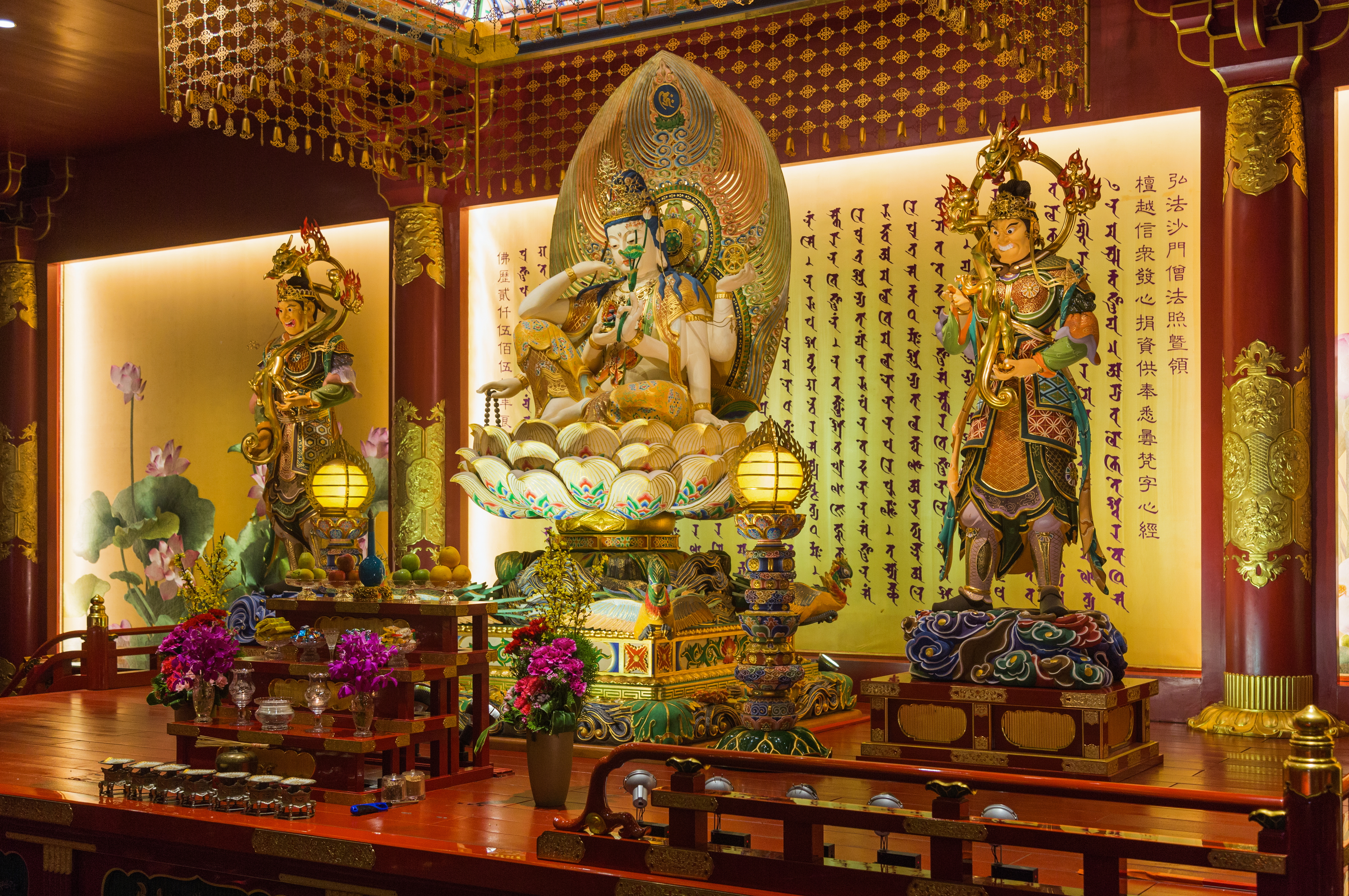
مذبح
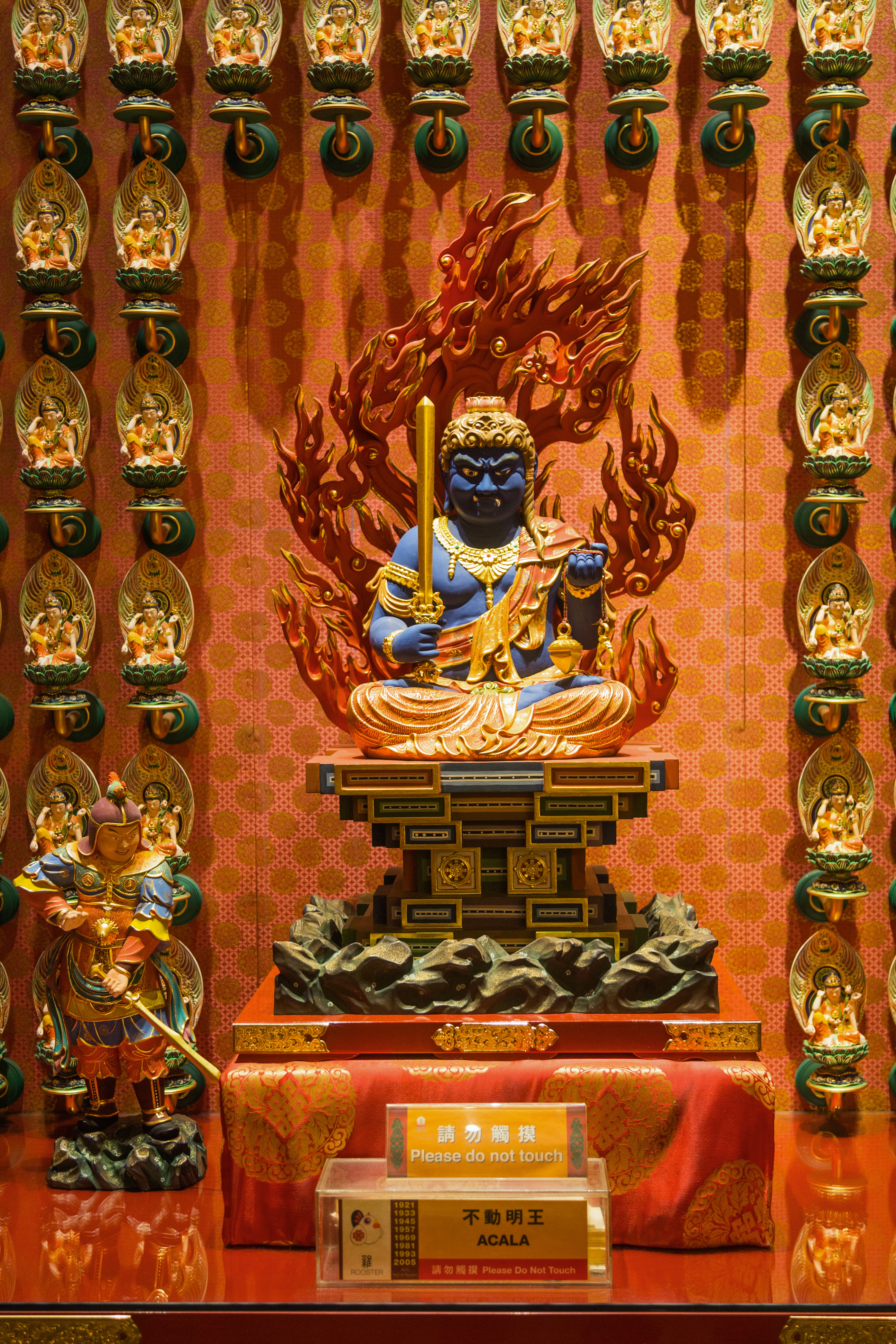
أكالا
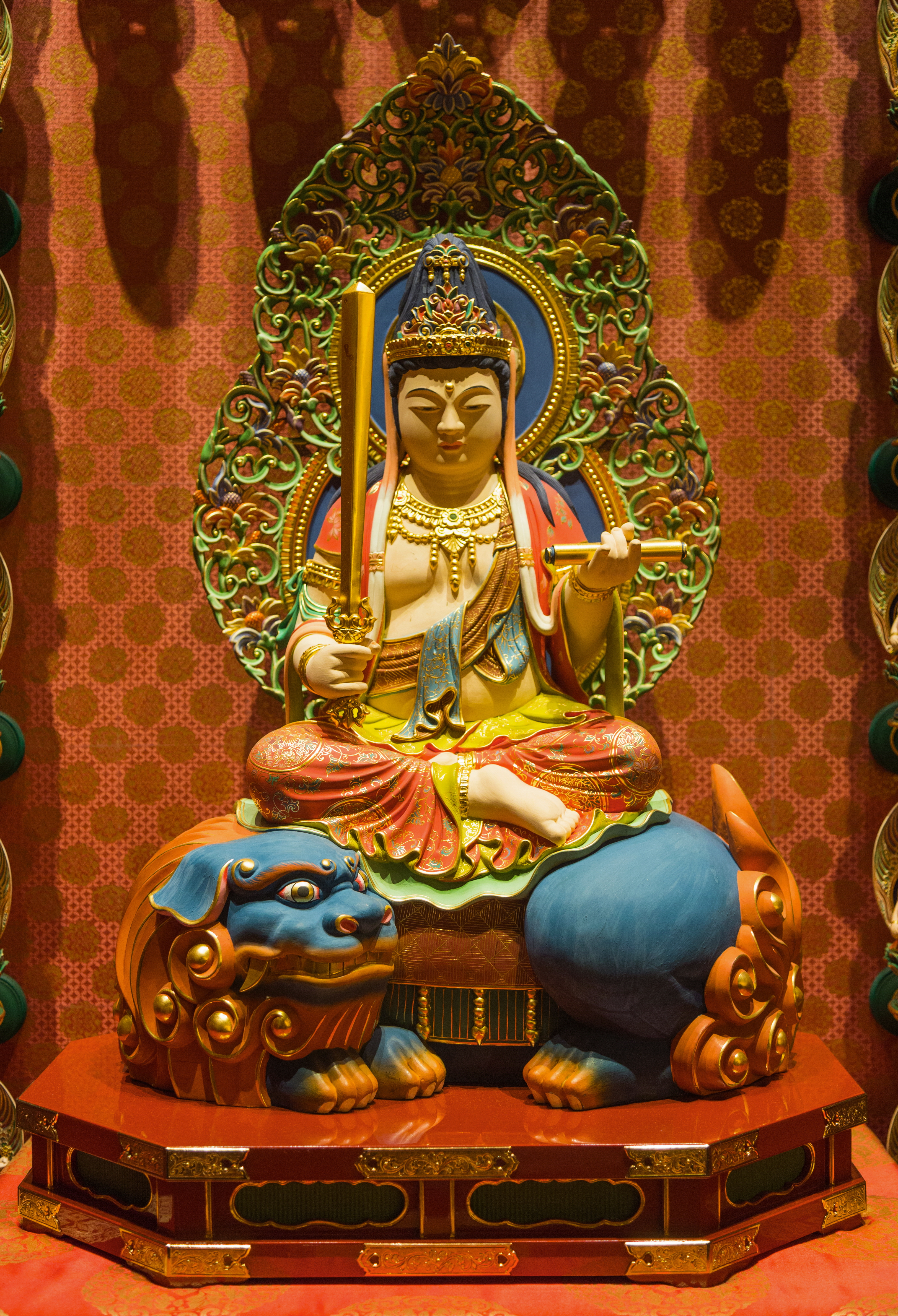
مانجوشري
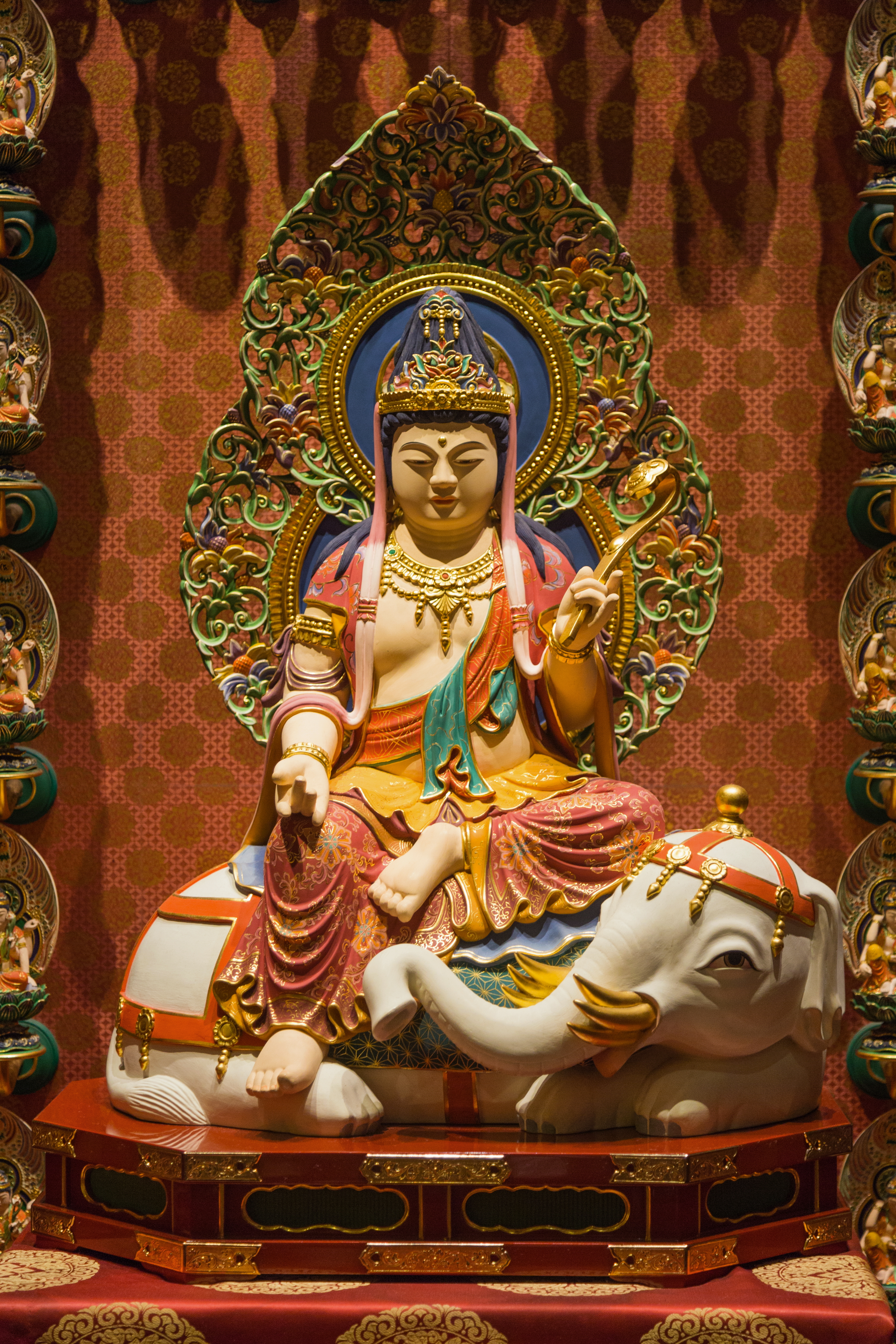
سامانتابهادرا
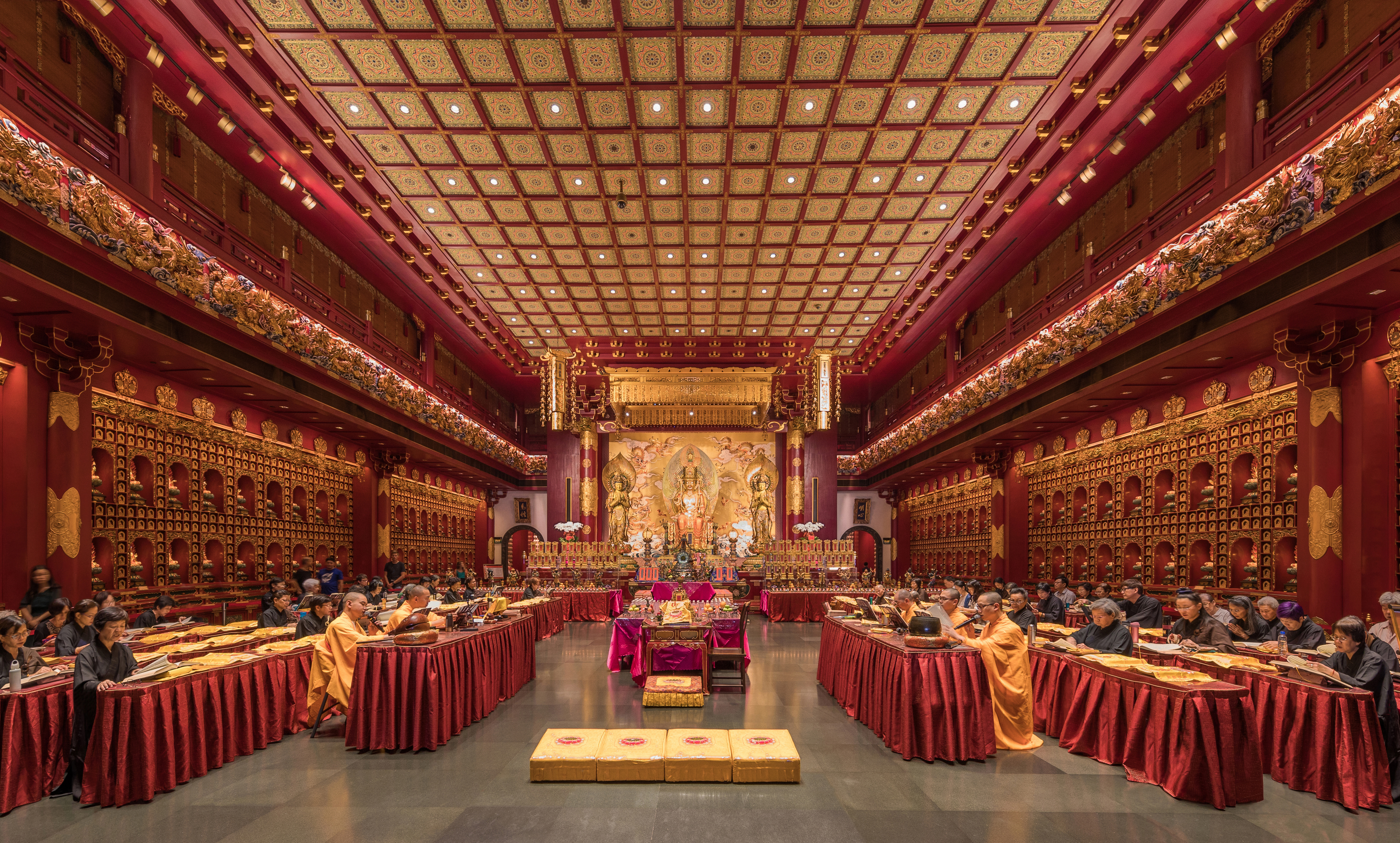
صلاة الرهبان والراهبات في المعبد